# فاینمن ۷۴۹۵
سیارک ۷۴۹۵ (به انگلیسی: 7495 Feynman، نامگذاری:1995WS4) هفت هزار و چهارصد و نود و پنجمین سیارک کشف شده‌است که در ۲۲ نوامبر ۱۹۹۵ کشف شد.
قدر مطلق سیارک برابر ۱۴٫۴۰ است.